# Tempête Leiv
Pour les articles homonymes, voir Tempête (homonymie).
La tempête Leiv est une dépression qui a balayé la France (principalement l'Ouest) a l'exception des Pyrénées-Atlantiques les 3 et 4 février 2017.

## Situation météorologique
Elle succède à la tempête Kurt, qui a touché le nord-ouest de la France le 3 février (et a causé la mort d'une femme de 61 ans dans l'effondrement d'un mur à Nantes, probablement causé par le vent violent), et précède la tempête Marcel, qui a sévi dans le Sud de la France les 5-6 février. Ces deux autres dépressions sont moins intenses que la tempête Leiv.

## Préparatifs
Durant la journée du 3 février, Météo-France place la Gironde, la Charente et la Charente-Maritime en vigilance rouge pour vent violent, ainsi que plusieurs autres départements en vigilance orange. Météo-France annonce cette tempête comme étant « d'une violence exceptionnelle ». L'alerte maximale a été levée le lendemain matin,.
Avant l'arrivée des vents violents, la circulation des poids lourds fut interdite sur le réseau national de la région Nouvelle-Aquitaine, sur la rocade bordelaise et sur le pont d'Aquitaine à Bordeaux. Environ 1 700 camions furent ainsi immobilisés sur les aires d’autoroutes et voies prévues à cet effet. En Gironde, les transports scolaires, les cours et la circulation des tramways furent suspendus à Bordeaux. Des centres d’hébergement furent ouverts dans la journée et les préfectures limitèrent les déplacements. La Société nationale des chemins de fer français (SNCF) a informé le vendredi soir qu’elle procéderait le samedi matin à des reconnaissances de voies, sur plusieurs lignes de la façade Atlantique en Nouvelle Aquitaine et Pays de la Loire, plaçant également de l'équipement de service en des points stratégiques.

## Impact
Le vent a été très violent sur le littoral atlantique avant de faiblir lorsque la dépression a progressé vers l'Est. Les plus fortes rafales ont été relevées dans le Sud-Ouest : 148 km/h au cap Ferret, 144 km/h à Royan, 137 km/h sur l'île de Ré, 128 km/h à Cognac et 120 km/h à Bordeaux. Une rafale de 180 km/h a été enregistrée au pic du Midi de Bigorre,.
Malgré les faibles coefficients de marée, la surcote d'environ 1,50 mètre a été assez importante. De plus, des vagues de 10 mètres de hauteur ont déferlé sur la côte atlantique.
La tempête Leiv a causé divers dommages matériels : chutes d’arbres (ayant, entre autres, provoqué pas moins de quatre accidents en Gironde) et de lignes électriques, routes coupées et échafaudages à terre notamment,,. Le lycée de Bourcefranc-le-Chapus, dans la banlieue de Marennes, voit une partie de sa toiture arrachée par le vent. Plus de 300 000 foyers ont été privés d'électricité dont 160 000 dans les deux Charentes, avec plusieurs points noirs dans l'agglomération de Royan, notamment dans les secteurs de La Tremblade et de Meschers-sur-Gironde, ainsi qu'à Cognac et Barbezieux. Le trafic routier et ferroviaire est également perturbé. En Gironde, durant la nuit, la rocade bordelaise était interdite aux poids lourds et le pont d'Aquitaine était fermé à la circulation. En Charente-Maritime, des restrictions de circulation ont concerné les ponts de l'île d'Oléron et de l'île de Ré ainsi que le pont de la Seudre entre La Tremblade et Marennes et le viaduc de Martrou près de Rochefort.